# Peister Esche

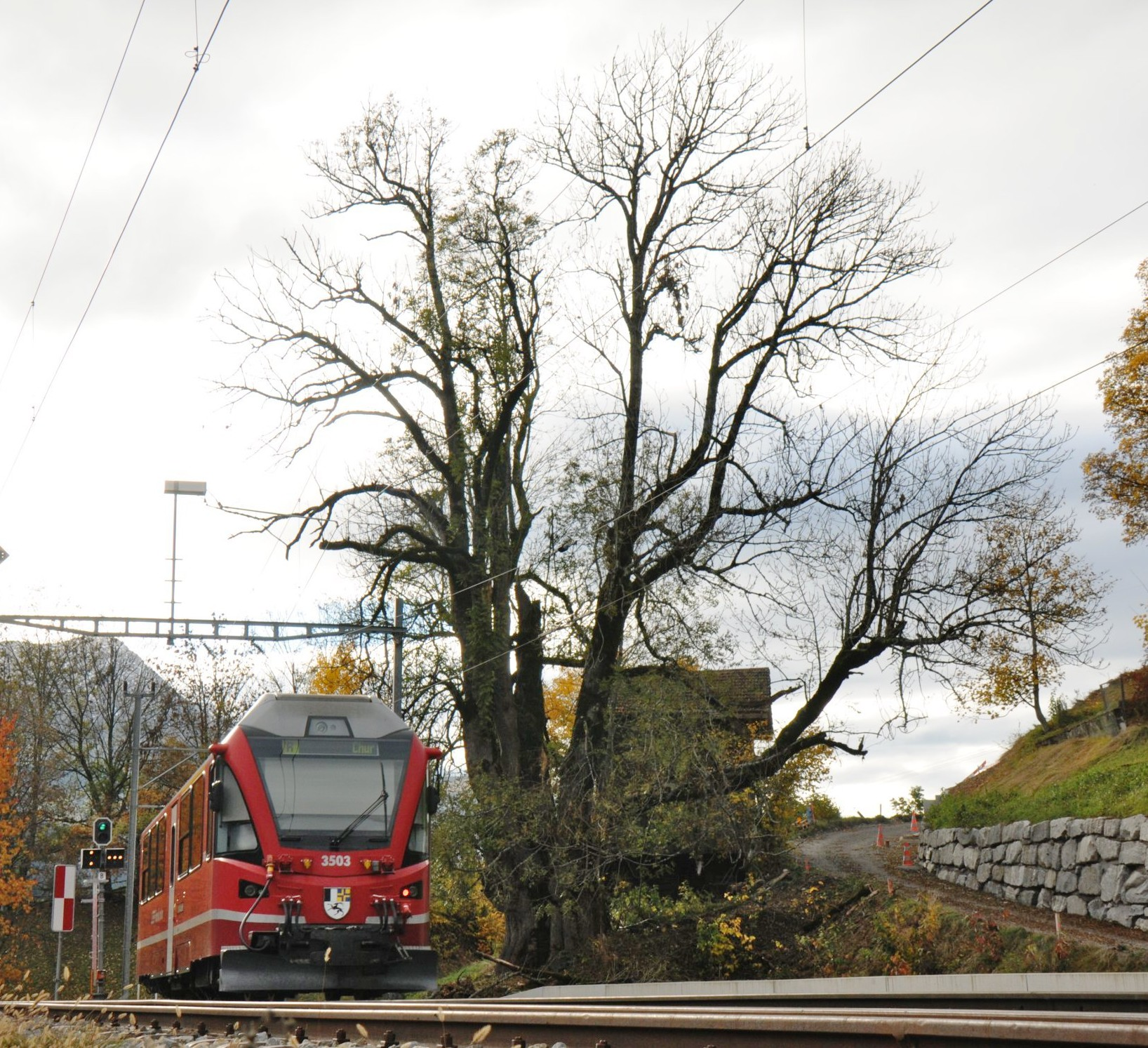
Esche am Bahnhof Peist

Die Peister Esche ist eine Gemeine Esche am Bahnhof des Schanfigger Dorfes Peist im Kanton Graubünden.
Sie gilt heute europaweit als die älteste ihrer Art.

## Botanik
Der Umfang ihres Stammes beläuft sich an der dicksten Stelle auf 9,25 Meter, ihr Durchmesser maximal auf 2,87 Meter (dies auf der Höhe von 1,3 Metern).

## Geschichte
Gepflanzt wurde die Peister Esche ungefähr 1660 und damit eine Generation nach Ende der Bündner Wirren. Kurz zuvor hatte sich Peist vom Churer Hof und den Hoheitsrechten des Churer Bischofs losgekauft. Möglicherweise ist die Peister Esche als Freiheitsbaum gedacht gewesen.
Die Rhätische Bahn lässt die Peister Esche fachmännisch pflegen durch den Schweizer Baumexperten Walter Wipfli aus Seelisberg.